# Himatanthus drasticus
Himatanthus drasticus là một loài thực vật có hoa trong họ La bố ma. Loài này được (Mart.) Plumel mô tả khoa học đầu tiên năm 1990.